# КУД „Градимир” Београд
КУД Градимир основано је 13. маја 1945. године, налази се у Београду у Милешевској улици број 42а на Врачару. Културно уметничко друштво добило је име по Градимиру Михаиловићу из Владичиног Хана. КУД негује традицију Србије и Балкана и окупља младе који кроз игру и плес негују, пре свега националну традицију. Друшто је добитник значајних награда и признања, како у земљи тако и у иностранству.
За свој допринос култури Београда КУД је добио престижну награду „Златни беочуг“.
У оквиру Културно уметничког друштва су различите секције:
Ансамбл народних игара, дечији ансамбл народних игара, народни оркестар, вокални солисти, женска група солиста, мешовита група певача, балетски играчки студио, ансамбл ветерана и друштвени клуб.